# 卡曾內托雷茨河

河流在該區的位置

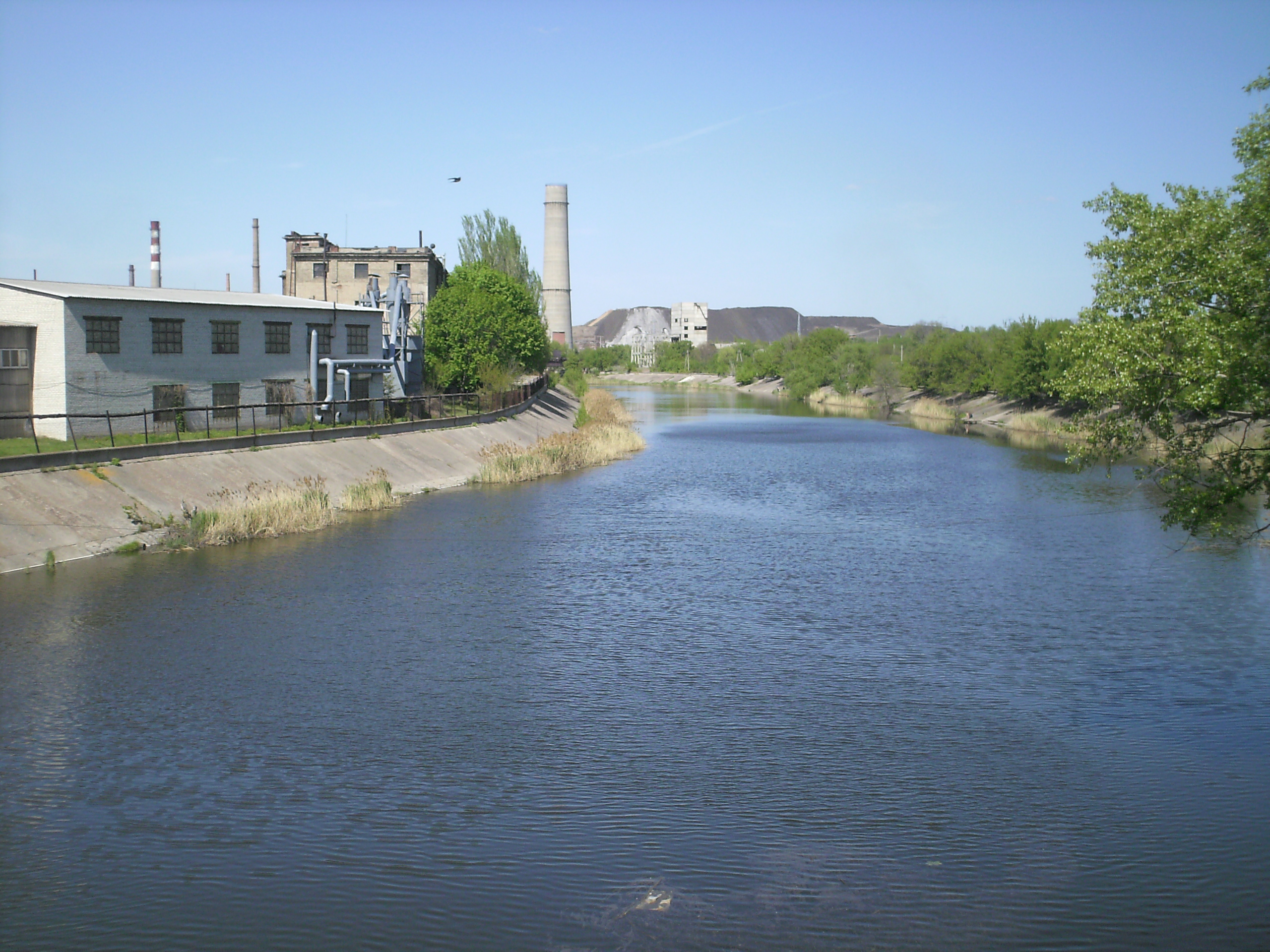
河流上的觀景

卡曾内托雷茨河（烏克蘭語：Казенний Торець）是烏克蘭東部頓涅茨克州的河流，並屬於北頓涅茨河的右支流。河道全長129公里，流域面積5,410平方公里，發源自頓涅茨嶺。此外，該河流經斯洛維揚斯克、克拉馬托爾斯克與德魯日基夫卡等重鎮，所以在該範圍為重要的河流之一。